# 김신재
김신재(金信哉, 일본식 이름: 星信載, 1919년 3월 31일 ~ 1998년 3월 31일)는 대한민국의 영화 배우이다.

## 생애
평안북도 녕변군 또는 의주군 출신 으로, 일찍 만주로 이주하여 단둥의 안동현고등여학교에서 수학했다. 신의주 신연극장에서 사무원으로 일하다가 극장 영사기사로 일하던 최인규와 만나 결혼했다.
결혼 후 남편 최인규의 권유로 1937년 《심청》에 단역으로 출연하면서 영화 배우가 되었다. 최인규가 감독으로 데뷔한 뒤로는 남편의 영화에 주로 출연했으며, 만년소녀로 불릴 만큼 청순한 용모로 많은 인기를 끌었다. 한국 최초의 여성 감독인 박남옥이 학생 시절 김신재에 대한 동경을 계기로 영화계에 입문하게 되었다는 일화가 유명하다.
일제강점기 말기에 최인규가 만든 《태양의 아이들(일본어: 太陽の子供達)》, 《사랑의 맹서(일본어: 愛の誓)》, 《신풍의 아들들(일본어: 神風の子供達)》 등 노골적인 친일 영화에 주연으로 출연하여, 2008년 민족문제연구소의 친일인명사전 수록예정자 명단 연극/영화 부문에 최인규와 함께 포함되었다.
일제 강점기에 맡은 역할은 주로 연약한 여성이었다. 《집 없는 천사》(1941)에서 맡은, 동생을 데리고 거리를 떠돌며 꽃을 파는 불쌍한 고아 소녀 역할이 대표적이다. 김신재는 "코스모스와도 같이 가련청초"한 인상이 시대적 분위기와 잘 맞아떨어져, 빠른 시일 동안 문예봉이나 김소영과 버금가는 조선 최고의 여자 배우 위치에 올랐다. 이 시기의 강압적인 전시 분위기 속에서 문맹에 가깝고 일본어를 전혀 구사하지 못하던 문예봉에 비해 유리한 점도 있었다.
한국 전쟁 때 최인규가 납북된 후 김신재는 부산 피난 생활 중 생활고로 어려운 생활을 하면서 1남 1녀를 혼자 키웠다. 부산에서는 수선화라는 다방을 열어 영화인들이 모이는 장소가 되기도 했다.
한국 전쟁 중 한 집에 살게 된 친할머니와 외할머니의 갈등을 통해 이데올로기 대립의 비극을 우화적으로 그린 윤흥길 원작의 영화 《장마》(1979)에서 황정순과 함께 할머니 역할을 맡는 등 1980년대까지 노역으로 많은 영화에 출연하며 활동했다. 총 출연작이 수백편에 이르며, 마지막 작품은 문여송이 연출한 《잡초들의 봄》(1989)이다.
정진우 감독의 《뻐꾸기도 밤에 우는가》(1980)로 대종상 여우조연상을 수상하기도 했다. 중년에도 젊었을 때의 가녀린 이미지의 연장 선상에서 자애롭고 고운 어머니 역할을 맡았다. 따라서 역작으로 평가되는 《장마》에서의 억척 할머니 연기는 예외적인 경우에 속한다.
1983년 딸과 함께 미국으로 이주해 거주하다가, 1998년 생일에 79세의 나이로 버지니아주에서 사망했다.

## 참고 문헌
- 강옥희; 이영미; 이순진; 이승희 (2006년 12월 15일). 《식민지시대 대중예술인 사전》. 서울: 소도. 45~48쪽. ISBN 978-89-90626-26-4.